# Astrolepis deltoidea
Astrolepis deltoidea là một loài thực vật có mạch trong họ Pteridaceae. Loài này được (Baker) J. Beck & Windham mô tả khoa học đầu tiên năm 2010.